# Александровка (Флорештський район)
Александровка (рум. Alexandrovca) — село у Флорештському районі Молдови. Входить до складу комуни, адміністративним центром якої є село Тріфенешть.

## Населення
За даними перепису населення 2004 року у селі проживали 453 особи.
Національний склад населення села:
| Національність   | Кількість осіб | Відсоток   |
| ---------------- | -------------- | ---------- |
| українці         | 269            | 59,4%      |
| молдавани румуни | 172 7          | 38,0% 1,5% |
| росіяни          | 5              | 1,1%       |
| Всього           | 453            | 100%       |